# Lega Pro Prima Divisione
Lega Pro Prima Divisione was de derde voetbaldivisie in Italië. Het was voorheen bekend als Serie C1.
In 1978 werd de Serie C gesplitst in de Serie C1 (derde niveau) en Serie C2 (vierde niveau). In 2008 werd de Lega Pro opgericht die onderverdeeld was in de Lega Pro Prima Divisione (derde niveau) en Lega Pro Seconda Divisione (vierde niveau).
De Lega Pro Prima Divisione was geografisch opgedeeld in twee verschillende competities, de Prima Divisione A en Prima Divisione B. Beide bestond uit 18 teams. Aan het eind van het seizoen promoveerden vier teams (twee uit beide competities) naar de Serie B, waarvan twee rechtstreeks en twee na play-offs tussen nummers 2 t/m 5. Zes teams (drie uit beide competities) degradeerden naar de Lega Pro Seconda Divisione, twee rechtstreeks en vier na playouts tussen nummers 14 t/m 17.
In 2014 werden de Prima Divisione en Seconda Divisione samengevoegd tot één derde niveau, de Lega Pro.

## Uitslagen

### Serie C1
Serie C1/A
| Seizoen | Winnaar   | Runner Up         |
| ------- | --------- | ----------------- |
| 1978–79 | Como      | Parma             |
| 1979–80 | Varese    | Rimini            |
| 1980–81 | Reggiana  | Cremonese         |
| 1981–82 | Atalanta  | Monza             |
| 1982–83 | Triestina | Padova            |
| 1983–84 | Parma     | Bologna           |
| 1984–85 | Brescia   | Lanerossi Vicenza |
| 1985–86 | Parma     | Modena            |
| 1986–87 | Piacenza  | Padova            |
| 1987–88 | Ancona    | Monza             |
| 1988–89 | Reggiana  | Triestina         |
| 1989–90 | Modena    | Lucchese          |
| 1990–91 | Piacenza  | Venezia           |
| 1991–92 | SPAL      | Monza             |
| 1992–93 | Ravenna   | Vicenza           |

| Seizoen | Winnaar         | Play-off winnaar |
| ------- | --------------- | ---------------- |
| 1993–94 | Chievo          | Como             |
| 1994–95 | Bologna         | Pistoiese        |
| 1995–96 | Ravenna         | Empoli           |
| 1996–97 | Treviso         | Monza            |
| 1997–98 | Cesena          | Cremonese        |
| 1998–99 | Alzano Virescit | Pistoiese        |
| 1999–00 | Siena           | Cittadella       |
| 2000–01 | Modena          | Como             |
| 2001–02 | Livorno         | Triestina        |
| 2002–03 | Treviso         | AlbinoLeffe      |
| 2003–04 | Arezzo          | Cesena           |
| 2004–05 | Cremonese       | Mantova          |
| 2005–06 | Spezia          | Genoa            |
| 2006–07 | Grosseto        | Pisa             |
| 2007–08 | Sassuolo        | Cittadella       |

Serie C1/B
| Seizoen | Winnaar   | Runner Up      |
| ------- | --------- | -------------- |
| 1978–79 | Matera    | Pisa           |
| 1979–80 | Catania   | Foggia         |
| 1980–81 | Cavese    | Sambenedettese |
| 1981–82 | Arezzo    | Campobasso     |
| 1982–83 | Empoli    | Pescara        |
| 1983–84 | Bari      | Taranto        |
| 1984–85 | Catanzaro | Palermo        |
| 1985–86 | Messina   | Taranto        |
| 1986–87 | Catanzaro | Barletta       |
| 1987–88 | Licata    | Cosenza        |
| 1988–89 | Cagliari  | Foggia         |
| 1989–90 | Taranto   | Salernitana    |
| 1990–91 | Casertana | Palermo        |
| 1991–92 | Ternana   | Fidelis Andria |
| 1992–93 | Palermo   | Acireale       |

| Seizoen | Winnaar        | Play-off winnaar |
| ------- | -------------- | ---------------- |
| 1993–94 | Perugia        | Salernitana      |
| 1994–95 | Reggina        | Avellino         |
| 1995–96 | Lecce          | Castel di Sangro |
| 1996–97 | Fidelis Andria | Ancona           |
| 1997–98 | Cosenza        | Ternana          |
| 1998–99 | Fermana        | Savoia           |
| 1999–00 | Crotone        | Ancona           |
| 2000–01 | Palermo        | Messina          |
| 2001–02 | Ascoli         | Catania          |
| 2002–03 | Avellino       | Pescara          |
| 2003–04 | Catanzaro      | Crotone          |
| 2004–05 | Rimini         | Avellino         |
| 2005–06 | Napoli         | Frosinone        |
| 2006–07 | Ravenna        | Avellino         |
| 2007–08 | Salernitana    | Ancona           |

### Prima Divisione
Prima Divisione A
| Seizoen | Winnaar        | Play-off winnaar |
| ------- | -------------- | ---------------- |
| 2008/09 | Cesena         | Padova           |
| 2009/10 | Novara         | Varese           |
| 2010/11 | Gubbio         | Verona           |
| 2011/12 | Ternana        | Pro Vercelli     |
| 2012/13 | Trapani        | Carpi            |
| 2013/14 | Virtus Entella | Pro Vercelli     |

Prima Divisione B
| Seizoen | Winnaar       | Play-off winnaar |
| ------- | ------------- | ---------------- |
| 2008/09 | Gallipoli     | Crotone          |
| 2009/10 | Porto-Summaga | Pescara          |
| 2010/11 | Nocerina      | Juve Stabia      |
| 2011/12 | Spezia        | Virtus Lanciano  |
| 2012/13 | Avellino      | Latina           |
| 2013/14 | Perugia       | Frosinone        |